# Робсон-Кану, Хэл
То́мас Ге́нри А́лекс (Хэл) Ро́бсон-Кану́ (англ. Thomas Henry Alex "Hal" Robson-Kanu; род. 21 мая 1989, Актон, Большой Лондон) — английский и валлийский футболист, нападающий.

## Биография

### Клубная карьера
В 2003 году Хэл Робсон-Кану перебрался в академию «Арсенала» из юношеского состава одного из клубов Нон-лиги. Но позже он покинул лондонский клуб, увидев большие для себя перспективы в «Рединге». В академии «Рединга» дела складывались не совсем удачно: игрок перенёс две тяжёлые травмы, но летом 2007 года во время участия клуба в мировом кубке в Южной Корее вошёл в основной состав команды, первый матч за клуб сыграл против «Ривер Плейт».
30 января 2008 года был отдан в аренду в клуб первой лиги «Саутенд Юнайтед» до конца сезона 2007/08. В восьми играх за клуб Робсон-Кану забил три гола. «Саутенд» был удовлетворён игрой нападающего и продлил контракт с молодым игроком ещё на полгода. К этому времени он стал регулярным игроком основы и вышел на поле в составе «Саусенда» 15 раз, отличившись дважды. Вторую половину сезона 2008/09 игрок провёл в клубе «Суиндон Таун» также на правах аренды. За клуб он сыграл 20 матчей и четырежды поразил ворота соперников.
Сезон 2009/10 Хэл Робсон-Кану начал в составе «Рединга». Во время предсезонного турне команды в Швеции игроку хватило 28 минут, чтобы сделать хет-трик в матче против местного клуба «Джонсередс». Первый официальный гол за «Рединг» Робсон-Кану забил в матче за Кубок Футбольной лиги в ворота «Нортгемптон Таун». Первый гол в футбольной лиге забил в матче с «Барнсли». Он забил гол, выйдя на замену Саймону Черчу. 5 апреля забил победный мяч в ворота «Престона». В сезоне 2011/12 нападающий забил несколько голов, что помогло «Редингу» выиграть Чемпионат Футбольной лиги Англии и выйти в премьер-лигу. В премьер-лиге дебютировал 18 августа в матче со «Сток Сити» в основном составе (1:1). Первый гол забил 16 сентября в ворота «Тоттенхэма» (1:3).

### Карьера в сборной
Представляя ранее сборные Англии до 17 и 18 лет, решил связать свою международную карьеру со сборной Уэльса. Право представлять Уэльс ему обеспечила его бабушка-валлийка. 18 мая 2010 года игрок дебютировал за молодёжную сборную в товарищеском матче с командой Австрии. Его карьера за основную сборную Уэльса началась 23 мая поражением от сборной команды Хорватии. Выступая параллельно за молодёжную сборную, в рамках чемпионата Европы по футболу среди молодёжных команд 2011 забил Австрии (до 21), а в следующем матче забил единственный гол своей команды в противостоянии с молодёжной сборной Венгрии.
За национальную сборную Уэльса Робсон-Кану выступает с 2010 года. На чемпионате Европы 2016 он забил победный гол в ворота сборной Словакии, благодаря чему сборная Уэльса одержала первую в своей истории победу на чемпионатах Европы. Также Робсон-Кану забил решающий гол в ворота сборной Бельгии в 1/4 финала того же турнира изящно обыграв 2-ух защитников  сборной Бельгии и оставив не у дел  Тибо Куртуа.

## Достижения
«Рединг»
- Победитель Чемпионата футбольной лиги Англии: 2011/12